# Иоганн фон Байзен
Иоганн (Ганс) фон Байзен, Ян Баженский или Бажынский или Бажинский (нем. Johann von Baysen, пол. Jan Bażeński albo Bażyński; ок. 1390 — 9 ноября 1459, Мальборк) — прусский дворянин, один из лидеров и создателей Прусского союза. Первый польский губернатор Королевской Пруссии (1454—1459).

## Биография
Он был родом из Любека, член семьи Флеминг, прибывшей на территорию Вармии, в целях колонизации в первой половине XIII века. В 1289 году второй князь-епископ Вармии Хенрик Флеминг передал своему брату Альберту деревню Бажыны, и с тех пор потомки Альберта называли «фон Байзен».
Ганс был сыном Петра фон Байзена, земского судьи в Домбрувно, владельца, ряда имений, в частности, Эльгново. У него были братья — Александр, Габриэль и Сцибор. Около 1450 года братьям фон Байзен принадлежали поместья Бажыны, Осеково, Кадыны, Гонсерово, Любайны, Илово, Перклице, Пагорки, Острогура и Лещ.
На службе тевтонского ордена
По поручению великого магистра Тевтонского ордена Михаэля Кюхмайстера он совершал дипломатические путешествия в Англию, Данию и Португалию (1419—1422). Согласно легенде, король Португалии возвел его в рыцари «за храбрость в борьбе против мавров». В Португалии Ганс фон Байзен два года участвовал в боях с маврами. После отказа в 1422 году Михаэля Кюхмайстера от должности великого магистра тевтонского ордена Ганс фон Байзен ушел с орденской службы.
Ганс фон Байзен участвовал в создании Прусского союза, а с 1432 года входил в состав тайного совета, который создан великий магистр Тевтонского ордена Пауля фон Русдорфа. В качестве погашения финансовых долгов Тевтонского ордена перед семьей фон Байзен в 1432 году великий магистр официально передал во владение Гансу фон Байзену поместье Кадыны под Эльблонгом, которое осталось в 1503 году в их семейном владении. В Кадынах находился названный в его честь дуб Бажинского.

## Лидер орденской оппозиции
Ганс фон Байзен был лидером оппозиции Тевтонскому ордену, участником Тринадцатилетней войны (1454—1466) и первым польским губернатором Пруссии. В 1431—1432 годах он был посредником в споре дворянства Помезании с епископом помезанским Иоганном фон Меве. На съезде знати в 1435 году в городе Миколайки-Поморске председательствовал прусской знатью, недовольной орденским правлением. Он принадлежал к Союзу ящерицы. Как хорунжий острудский принимал участие в создании Прусского союза, подписал документ о создании союза 14 марта 1440 года в Квидзыне. Ганс фон Байзен председательствовал на тайном совете Прусского союза, выступал против атак легата папского и великого магистра Тевтонского ордена на союз.
Иоганн фон Байзен возглавлял делегацию станов прусских, прибывшую из Торуни в Краков в феврале 1454 года, чтобы просить польского короля и великого князя литовского Казимира Ягеллончика о включении территории Тевтонского ордена в состав Польского королевства.

## На польской службе
Король Польши Казимир Ягеллончик 6 марта 1454 года подписал акт инкорпорации, одновременно объявив войну Тевтонскому ордену, известную как Тринадцатилетняя война (1454—1466). С 9 марта 1454 года Ганс фон Байзен (Ян Бажынский) стал первым польским губернатором Пруссии. на посту губернатора он вначале пребывал в Эльблонге, а с 1457 года в Мальборке. В 1457—1459 годах командовал обороной Мальборка от атак войск Ордена. Крестоносцы организовали неудавшееся покушение на Яна Бажынского. Ганс фон Байзен был также старостой штумским (1454) и толькмицким (1456—1459). В качестве каштеляна эльблонгского он получал доход от Эльблонга, а также от рыболовства в Рижском заливе.
Ян Бажынский скончался 9 ноября 1459 года в Мальборке. Был похоронен в Эльблонге. Следующим польским губернатором Пруссии стал его брат Сцибор Бажынский.

## Память
Ян Бажынский является патроном нескольких улиц в стране (Гданьск, Эльблонг, Мальборк, Ольштын). Его фигура изображена на гербе Острудского повета.
В его честь Острудский повет и гмина Оструда решили в 1966 году назвать именем Яна Бажынского общеобразовательную школу № 1 в Оструде.